# Caja Cantabria
Caja Cantabria és una caixa d'estalvis càntabra amb seu a Santander. Forma part del nou Grup Liberbank (Cajastur, Caja Cantabria i Caja de Extremadura), fusió realitzada mitjançant el Sistema Institucional de Protecció (SIP). Anteriorment les tres caixes juntament amb la Caixa d'Estalvis del Mediterrani van crear Banco Base, per realitzar un SIP que va acabar sense incloure la CAM per la seva mala situació financera.